# 海泓道
海泓道（英語：Hoi Wang Road）位於香港九龍旺角西，是在西九龍填海計劃內其中一條道路，於1990年代動工。北至櫻桃街，南至佐敦道，沿途經過多個私人屋苑包括帝峯 · 皇殿、帝柏海灣、柏景灣、海富苑及富榮花園。附近有多間學校，包括：保良局陳守仁小學、油蔴地天主教小學（海泓道）、香港管理專業協會李國寶中學及於2008年底啟用的香港理工大學香港專上學院西九龍校園。

## 主要建築
- 帝峯 · 皇殿
- 帝柏海灣
- 柏景灣
- 海富苑
- 富榮花園
- 香港理工大學香港專上學院西九龍校園
- 保良局陳守仁小學
- 油蔴地天主教小學（海泓道）
- 香港管理專業協會李國寶中學
- 西九龍政府合署
- 易卜拉欣清真寺
- 御金·國峯
- 西九龍站巴士總站
- 臨時停車場（位於西九龍政府合署南座旁，代替被清拆的油麻地停車場大廈）

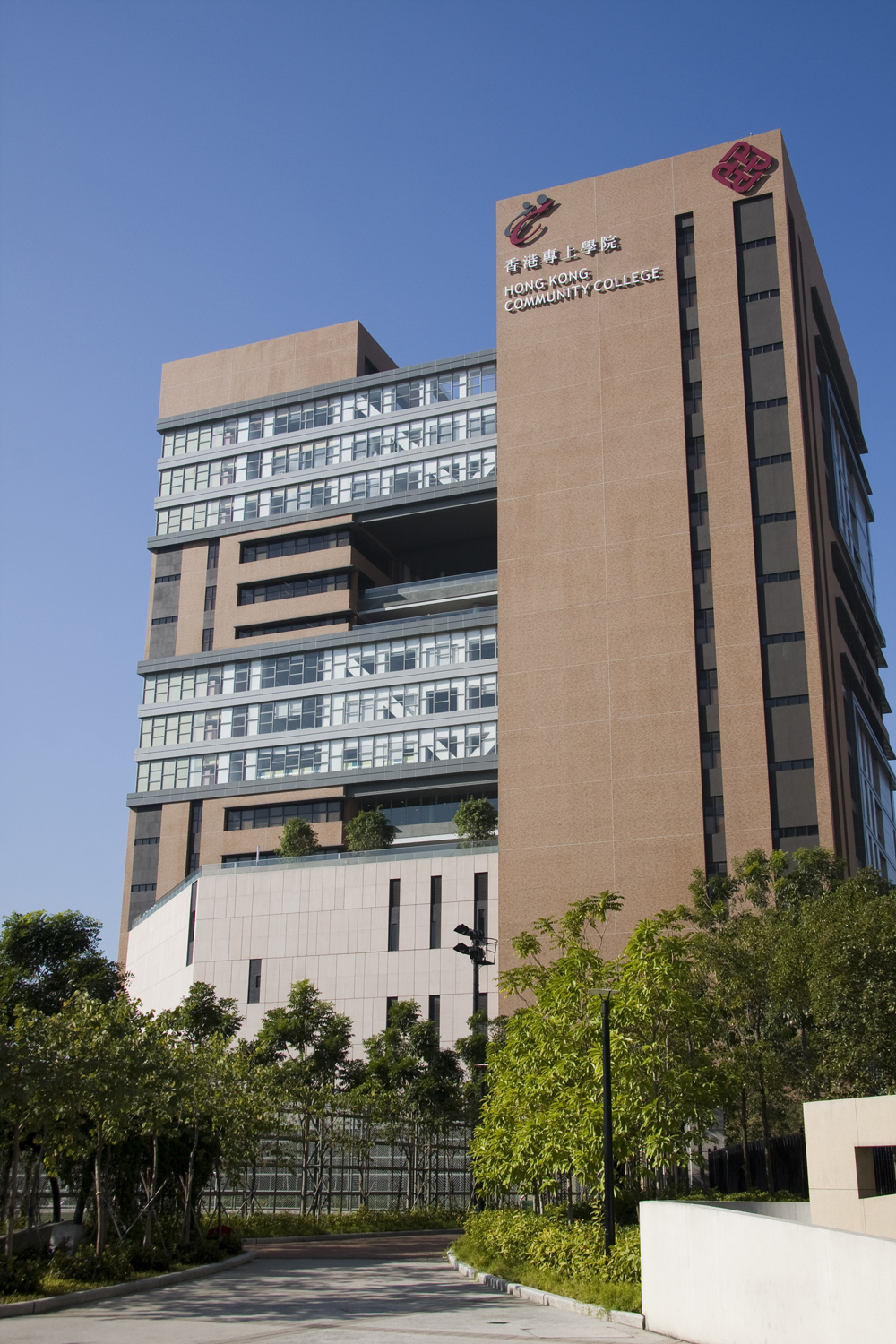
香港專上學院西九龍校園
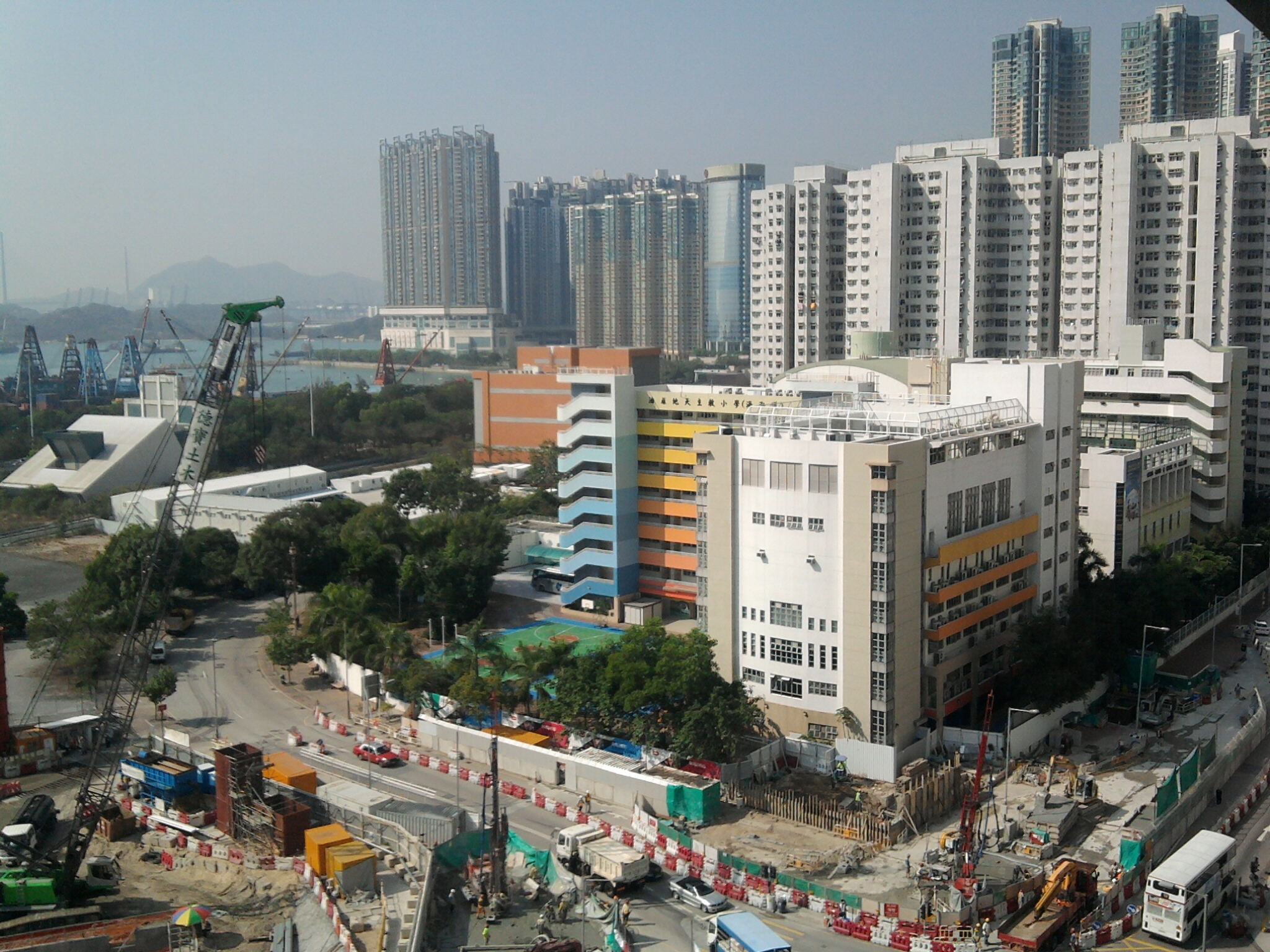
海泓道近油蔴地天主教小學（海泓道）
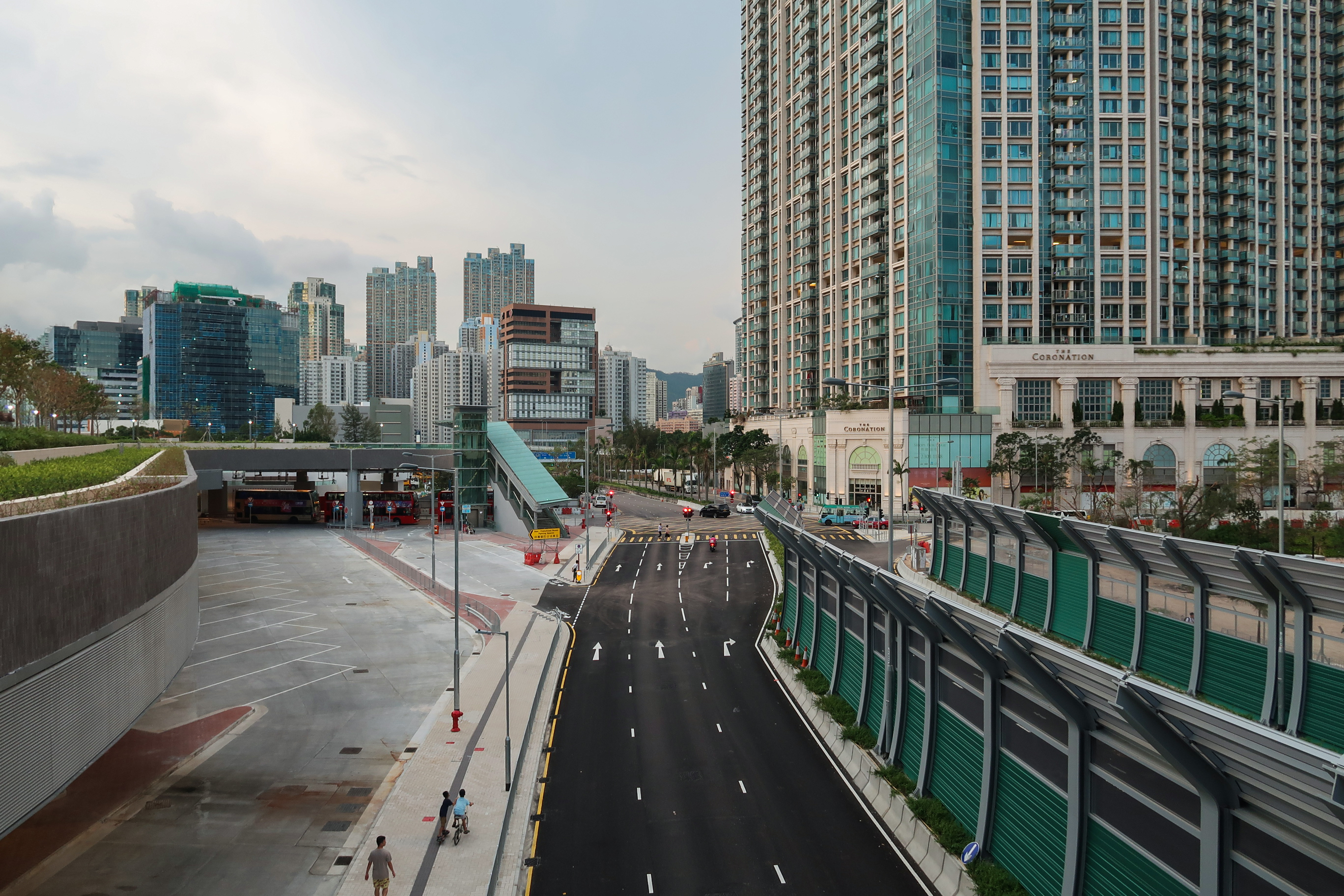
海泓道近西九龍站巴士總站

## 鄰近
- 港鐵奧運站、油麻地站、九龍站、香港西九龍站、柯士甸站

## 交匯道路
- 西九龍走廊西
- 大角咀道
- 櫻桃街
- 海庭道
- 麗翔道
- 海寶路
- 翱翔道
- 欣翔道
- 佐敦道
- 匯民道